# 戈尔兹的比文
戈尔兹的比文（Bivin of Gorze，810年？—863年？，一说830年生）是欧洲博索尼德家族的法兰克人。他娶了长者博索的女儿Richildis，也是戈尔兹修道院的平信徒修道院长（lay abbot）。
他的后代包括：
- Richildis，嫁给国王秃头查理
- 欧坦的理查，勃艮第公爵
- 普罗旺斯的博索，普罗旺斯国王
- 比文（可能），梅斯伯爵